# 베니션 마카오
베니션 마카오(The Venetian Macao, 澳門威尼斯人, 澳門威尼斯人度假村酒店)는 마카오에 있는 카지노 리조트로, 라스베이거스 샌즈가 관리하고있다.

## 같이 보기
- 코타이 스트립